# Delfina Bunge

Firma de Delfina Bunge.

Delfina Bunge de Gálvez (Buenos Aires, 24 de diciembre de 1881-Alta Gracia, 30 de marzo de 1952) fue una escritora, poeta, ensayista, periodista y filántropa argentina. Junto a su marido, Manuel Gálvez, integró la lista de intelectuales que apoyaron el peronismo.

## Biografía

### Familia
Delfina Bunge pertenecía a una familia de clase acomodada que residía en la Ciudad de Buenos Aires. Su abuelo, Karl August Bunge, inmigrante de Prusia, fue un comerciante y botanista aficionado que participó en el gobierno de Juan Manuel de Rosas. Era hija de Octavio Bunge y de María Luisa Rufina Arteaga. Su padre fue un prestigioso abogado que integró la Corte Suprema de Justicia argentina. Contrajo matrimonio con Manuel Gálvez en 1910, con quien tuvo una hija.
Varios de sus hermanos fueron personalidades destacadas: Alejandro, economista, Augusto, diputado socialista y Carlos Octavio Bunge, sociólogo y jurisconsulto de prestigio.
Delfina conoció a Manuel Gálvez en 1904, cuando él tenía 22 años y era director de la revista Ideas. Ella quería publicar su artículo La joven de hoy, es feliz?. Y se casó con el escritor argentino el 21 de abril de 1910. Fue madre de la arquitecta Delfina Gálvez Bunge. A partir de su matrimonio y siguiendo las estrictas normas sociales de esa época firma sus libros como «Bunge de Gálvez».
La familia solía pasar sus vacaciones en la ciudad de Alta Gracia, Córdoba para aprovechar el aire seco de las sierras que era recomendado por los médicos en esa época para combatir la tuberculosis que afectaba a los jóvenes de cualquier clase social en ese entonces.

### Educación
La familia inculcó dotes artísticas en las niñas, en especial música y literatura. Ellas no recibieron, como los varones, formación en profesiones liberales ni formación en manejo de empresas y actividades económicas. Eso estuvo destinado a sus hermanos. Los hijos varones de la familia Bunge continuaron sus carreras en universidades del exterior, mientras que sus hermanas solo completaron el secundario. No logró completar su formación secundaria, ya que cuando su hermana Julia abandonó por decisión propia la escuela, la madre forzó a Delfina a hacerlo también.
También tuvo formación en idiomas extranjeros al igual que sus hermanas, el inglés y el francés, pero no en instituciones educativas sino por medio de institutrices y/o profesores particulares provenientes del extranjero. A los hermanos varones se les agregó el alemán que era requerido por sus profesiones.
Delfina particularmente tuvo desde su adolescencia vocación religiosa y fue militante católica durante toda su vida. Sintiéndose siempre atraída por la lectura y la escritura; como una concepción del espacio para la espiritualidad.

### Fallecimiento
Delfina Bunge de Gálvez falleció de forma repentina en Alta Gracia, Córdoba, el 30 de marzo de 1952 cuando se estaban celebrando los 25 años de la consagración de la capilla de la gruta de Lourdes de esa ciudad.

## Trayectoria

### Su actividad como escritora
Su temprana vocación por la escritura resultó en algunas publicaciones en francés. 
Delfina Bunge llevó cotidianamente un diario íntimo que terminó en dieciocho cuadernos manuscritos y cinco volúmenes escritos a máquina,[cita requerida] casi diez mil páginas de un rico testimonio de la petite histoire de los argentinos de fines del siglo XIX y de comienzos del siglo XX.[cita requerida] Fue, a su manera, una de las defensoras de la causa femenina.[cita requerida] Por su fuerte inclinación religiosa, católica, que dominó en todos sus escritos en una profunda reflexión mística y por el hecho de haber escrito en francés, que la pusieron en una situación particular Fue amiga personal de dos de las más grandes figuras intelectuales de la Argentina de su tiempo: Victoria Ocampo y Alfonsina Storni, quien le dedicó parte de su trabajo y tradujo sus poemas del francés. Delfina Bunge colaboró con los principales diarios y revistas de su tiempo como: Ideas, Criterio, Ichtys, El Pueblo, Vida Femenina, El Hogar, La Nota, Nosotras, La Nación.

### Su actividad asociativa
Fue parte de la Asociación de Escritoras y Publicistas Católicas, cuya sigla, ASESCA, fue bien conocida por su presencia infatigable en todos los campos de la cultura y del quehacer profesional. Dicha asociación fue fundada en diciembre de 1939. un grupo de destacadas escritoras, entre otras Sara Mackintach, Sara Montes de Oca de Cárdenas y Lucrecia Sáenz Quesada de Sáenz, se reunieron en la que entonces era la Abadía de San Benito, en el barrio porteño de Palermo, y con el asesoramiento y la bendición del abad Andrés de Azcárate. Al grupo inicial se fue uniendo un núcleo calificado de escritoras, entre las que además de Delfina Bunge figuraron María Raquel Adler, Concepción Solveyra de Victorica y las señoritas Magdalena Fragueiro Olivera, Cornelia Groussac,  Mercedes y Josefina Molina Anchorena,  Sofía y Esther Sierra Victorica y Angélica Felisa Fuselli.

## Obra
Bunge utilizó la escritura como una vía confesional o de escape, donde poder descargar íntimamente aquello que la sociedad y su familia le impedía decir a viva voz..
Los textos escritos por Bunge se ubican en tres especialidades: la poesía lírica en su juventud, libros educativos sobre religión y textos escolares y autobiografía de su niñez. A esto se le suma una extensa colección de libros inéditos consistente en un diario íntimo desde sus quince años hasta su fallecimiento, un total de diez mil páginas, dieciocho gruesos cuadernos manuscritos y 5 volúmenes escritos a máquina..
Esta limitación de géneros se debía a las costumbres del siglo XIX que no le impedían a una mujer ser escritora mientras se dedicase a escribir sobre géneros "menores", o sea el diario íntimo, los cuentos, la poesía lírica y el folletín sentimental.
El despegue como escritora de Bunge fue en 1905, año en que se encontró con Manuel Gálvez, quien la alentaba e hizo que ya no tuviera que ocultar sus versos ya que él se encargaba de divulgarlos en todos lados, incluido Europa. El aliento de su novio y posterior esposo, culminó con la publicación en 1911 de su primer libro Simplement publicado por Alphonse Lemerre en París.
Siguiendo las normas sociales de esos años, Bunge firmaba sus obras como "Bunge de Gálvez", pero le costó mucho aceptar estas reglas llegando a tener posiciones de conflicto dentro de su seno familiar. Su hermana Valentina era la que para Delfina cumplía los mandatos sociales de una forma más estricta, ella se resistía más a hacerlo lo que le llevó a ser considerada como feminista, actitud que según documentó Bunge en su propio libro autobiográfico le era reprochada por su madre que consideraba estas cualidades poco aptas para encontrar un marido. Los dichos de la madre fueron confirmados por su futuro esposo que declaró:

Antes de que Delfina se iniciara en las letras, una mujer de su elevada condición social, fuese casada o soltera, no podía publicar unas líneas sin caer en el ridículo. Ella misma debió padecer para escribir su Diario íntimo. Su  madre y sus hermanos, a pesar de que Carlos Octavio era escritor y los demás lo serían más tarde —y de que todos eran intelectuales— se burlaban de Delfina
Manuel Gálvez

Además su madre la convenció de participar en el concurso de lectoras de la revista francesa Femina en 1903 con el objetivo de entorpecer la vocación literaria de Bunge. Participó con el tema La jeune fille d’aujourd’hui est-elle heureuse? y obtuvo el primer premio al otro año.
También fue una activa escritora de textos escolares. Junto con su hermana Julia se inició en El arca de Noé, que prosiguieron en otros títulos de buena recepción en el ámbito educativo: Hogar y Patria, Escuela: Lecturas escolares para tercer grado, etc. A mediados de 1940 se uniría junto a intelectuales vinculados con el peronismo o con la izquierda nacional, como Juan José Hernández Arregui o Abelardo Ramos, y Omar Dorticós. Su simpatía por el peronismo lo llevaría a ser encarcelado y censurado durante la dictadura de Pedro Eugenio Aramburu.

### Obras publicadas
- Simplement (poesía en francés), París, Alphonse Lemerre, 1911.
- El Arca de Noé: libro de lectura. Segundo grado, Buenos Aires, Cabaut, 1916.
- Cuentos de navidad, ( Cuento: El oro el incienso y la mirra de D.B.) junto a otros cuentistas, Buenos Aires, sin edición, 1917.
- La nouvelle moisson, (poesía en francés) Buenos Aires: Cooperativa Editorial Limitada, 1918.
- Poesías, Buenos Aires: Ediciones Selectas América, 1920.
- Tierras del mar azul, viajes, Buenos Aires, América Unida, 1920.
- El alma de los niños, religión, Buenos Aires: Agencia General de Librería y Publicaciones, 1921.
- Las imágenes del infinito, ensayo, Buenos Aires: Agencia General de Librería y Publicaciones, 1922. (Premio Municipal)
- El tesoro del mundo, Buenos Aires: Mercatali, impr., 1923.
- Oro, incienso y mirra, religión, Buenos Aires, Mercatali, (Maubé?), 1924.
- Los malos tiempos de hoy, Buenos Aires, Buenos Aires, 1926.
- Escuela: lecturas escolares para tercer grado, escrito junto a Julia Bunge, Buenos Aires, Cabaut, 1933.
- Hogar, junto a Julia Bunge, Buenos Aires, Cabaut, 1933.
- Lectura para cuarto grado escolar. Buenos Aires: Cabaut, 1933.
- Hogar y patria:, libro de lectura para 5º grado, Es el "Libro quinto" de la serie: *"Lecturas graduadas". - Incluye una "Carta Epílogo" del Dr. Ernesto Padilla, Buenos Aires, H.M.E., 1933.
- El reino de Dios, Buenos Aires: Santa Catalina, 1934.
- Oro, incienso y mirra, cuentos, 2.ª Edición, Buenos Aires, Cabaut y Cía., 1935.
- La belleza en la vida cotidiana, ensayos, Santiago de Chile, Ercilla, 1936.
- Lecturas, cuarto grado escolar, Buenos Aires, Cabaut, 1936.
- Iniciación literaria, Buenos Aires, H.M.E., 1937.
- Nociones de religión católica: catecismo único: mi primer libro de religión, [s.l.]: [s.n.], 1938.
- Viaje alrededor de mi infancia. ensayo Buenos Aires. Imp. López. 1938.
- Dios y yo, folleto 64 p., Buenos Aires, El Libro, 1940.
- Catolicismo de Guerra, (Folleto, 16 p.), Buenos Aires, 1942.
- Las mujeres y la vocación, Buenos Aires, Poblet, 1943.
- La vida en los sueños, Buenos Aires, Emecé, 1943, 1951.
- En torno a Léon Bloy: Algunos aspectos de la vida y la muerte de Léon Bloy, Biografías, Buenos Aires: Club de Lectores, 1944.
- Cura de estrellas, (máximas), Buenos Aires: Emecé, 1949.
- Viaje alrededor de mi infancia, Buenos Aires, Peuser, 1956. Cuatro ediciones.
- Poesías, prol. José Enrique Rodó y Alfonsina Storni, trad., (s.l.): (s.n.), (1920).
- Seis villancicos de navidad y reyes, (s.l.): (s.n.), (19--).

### Traducciones
Delfina Bunge de Gálvez realizó traducciones de Guillaume Apollinaire, Louis Aragon, Georges Duhamel, Henri Michaux y Paul Éluard.